# Erickson
Erickson är en ort i Kanada.   Den ligger i provinsen Manitoba, i den sydöstra delen av landet, 1 900 km väster om huvudstaden Ottawa. Erickson ligger 631 meter över havet och antalet invånare är 456. Den ligger vid sjön Little Erickson Lake.
Terrängen runt Erickson är platt. Trakten runt Erickson är nära nog obefolkad, med mindre än två invånare per kvadratkilometer.. Det finns inga andra samhällen i närheten. 
Trakten runt Erickson består till största delen av jordbruksmark.